# Katedralen i San Cristóbal de La Laguna
Katedralen i San Cristóbal de La Laguna (Santa Iglesia Catedral de Nuestra Señora de los Remedios eller Santa Iglesia Catedral de San Cristóbal de La Laguna) är den katolska katedralen på ön Teneriffa (Kanarieöarna, Spanien). Katedralen, som är belägen i staden San Cristóbal de La Laguna, är uppförd i nygotisk stil med en nyklassicistisk fasad.

## Kyrkans historia
Det finns indikationer på att platsen där domkyrkan nu ligger var en begravningsplats i det antika Guanche. Dalen där ligger staden och främst den stora insjö som fanns på denna plats, var en vallfartsort för urinvånarna på ön.
År 1511 uppfördes ett kapell på platsen, byggdes på order av erövrare av ön, Alonso Fernández de Lugo, och 1515 beslöts att ersätta denna med en större byggnad, tillägnad Virgen de los Remedios, i mudejar-stil. De inledande byggarbetena var avslutade 1522 och tornen restes 1618. Kyrkan upphöjdes 1819 till katedral av påven Pius VII, i samband med att stiftet Teneriffa inrättades.
Mot slutet av 1800-talet var kyrkan i dåligt skick och slutade användas 1897. Efter att renovering inte bedömdes som genomförbar så påbörjades rivning år 1905. Den nyklassicistiska fasaden från början av 1800-talet och de två tornen sparades, samt några delar av inredningen, men övriga delar av kyrkan revs och ersattes med ett nybygge som invigdes 1913. Utsidan anpassades till den sparade neoklassiska fasaden, medan insidan gavs en nygotisk stil.
Katedralen var en av de första byggnader i Spanien som byggdes i betong. Eftersom denna byggteknik inte var helt färdigutvecklad när kyrkan uppfördes, har det funnits återkommande behov av reparationer och förbättringar. 
2002 stängdes kyrkan för renovering, för att åter öppna 2014. Under renoveringen avhjälpes alla katedralens strukturella problem, och den är för närvarande en säker byggnad.

## Byggnaden
Katedralen har tre skepp (mittenskeppet är det högsta), och har även ett tvärskepp och sidokapell. Ambulatoriet finns sju fönster med motiv från kristnandet av Tenerifa. Högaltaret har ett tabernakel av trä och omges av tio pelare. Predikstolen färdigställdes 1767 av bildhuggaren Pasquale Bocciardo, som var verksam i Genua.
I sidokapellet, Capilla de Nuestra Señora de los Remedios, finns en altartavla med sju barockmålningar som härstammar från början av 1600-talet och som förmodligen utfördes av den flamländske målaren Hendrick van Balen. När altaret ersattes i början av 1700-talet återanvändes de sju målningarna, som består av scener ur Jesus och jungfru Marias liv.

## Bilder

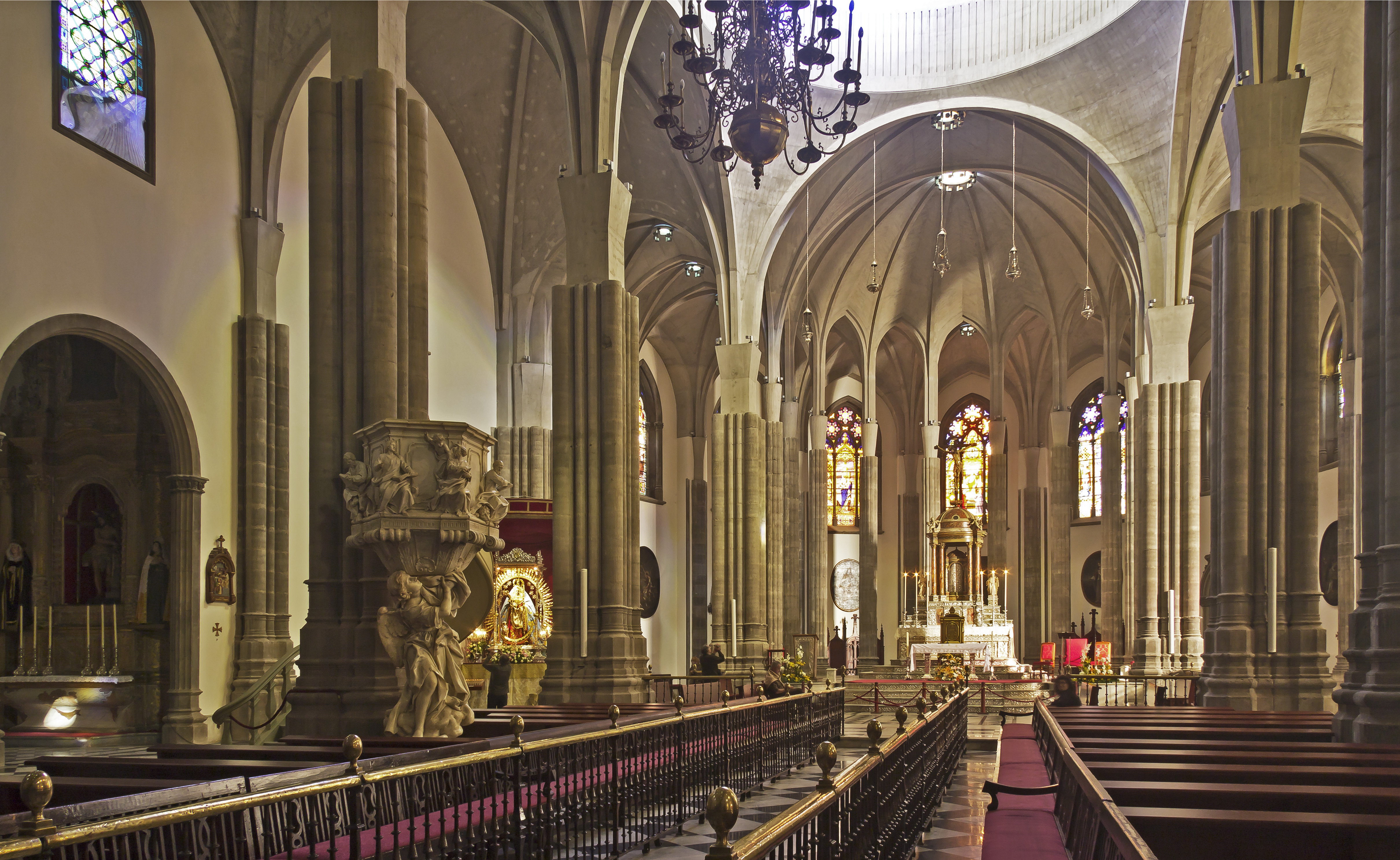
Interiör från katedralen
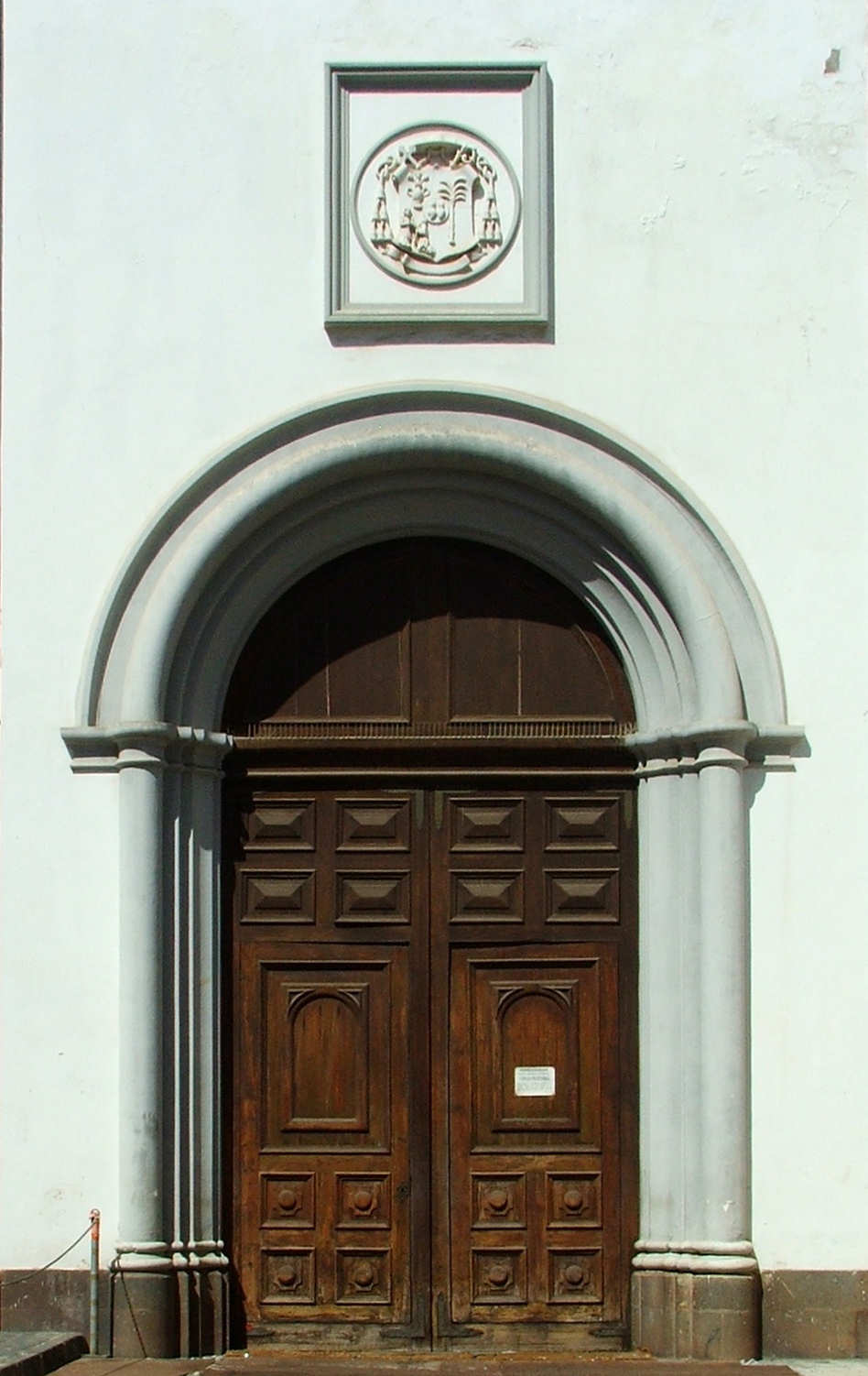
Sidodörren
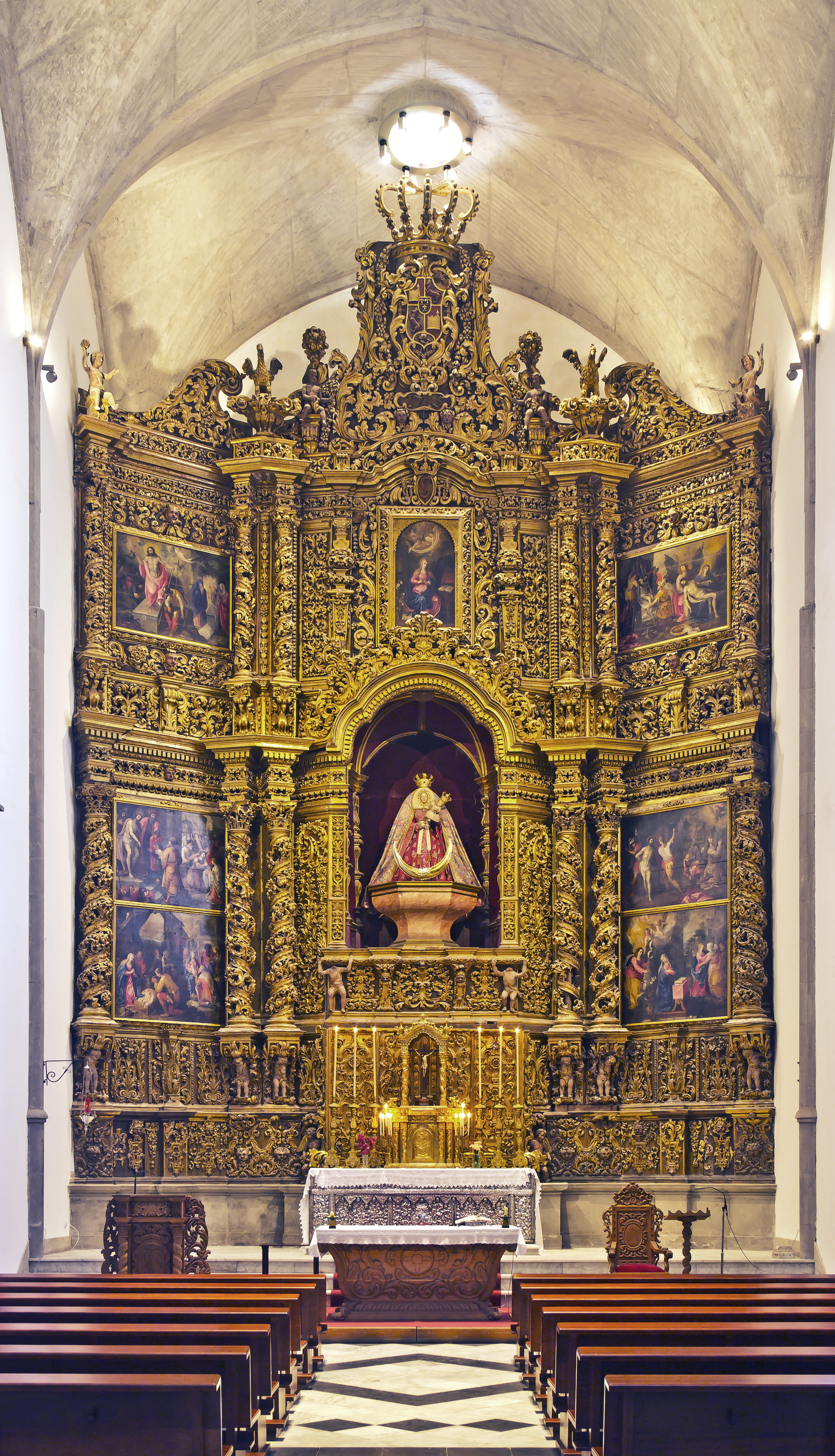
Altartavla av Jungfrun av Los Remedios
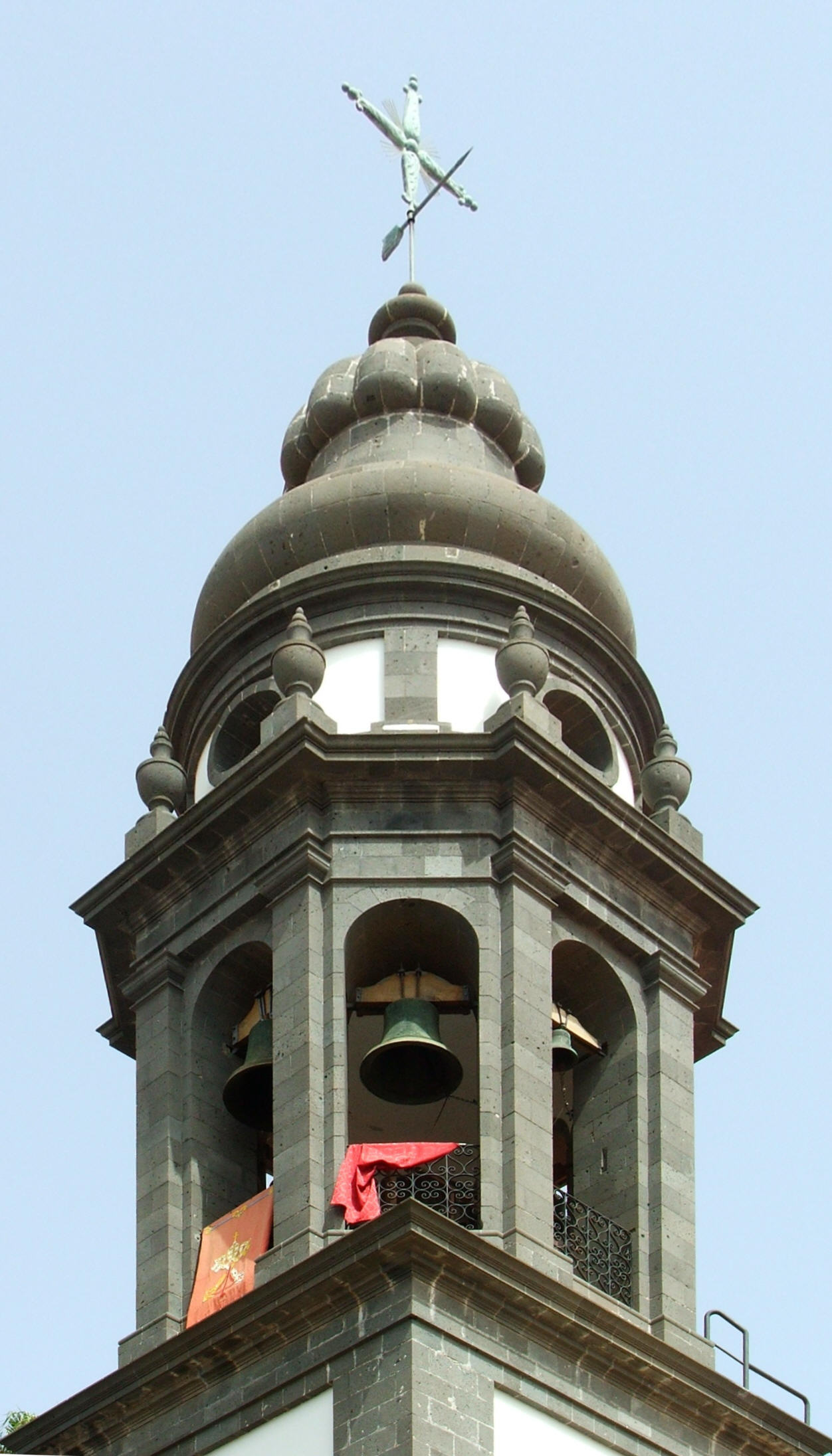
Klockstapel
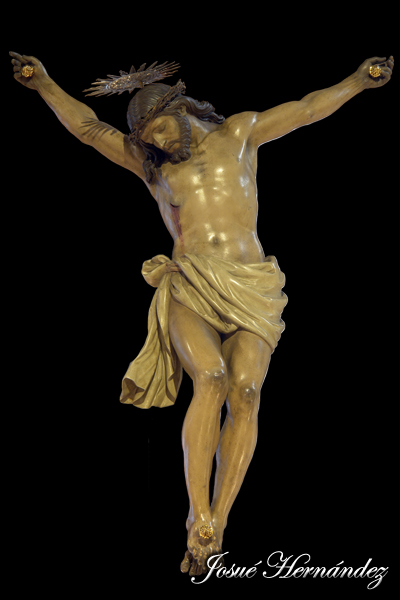
Jesus korsfästelse
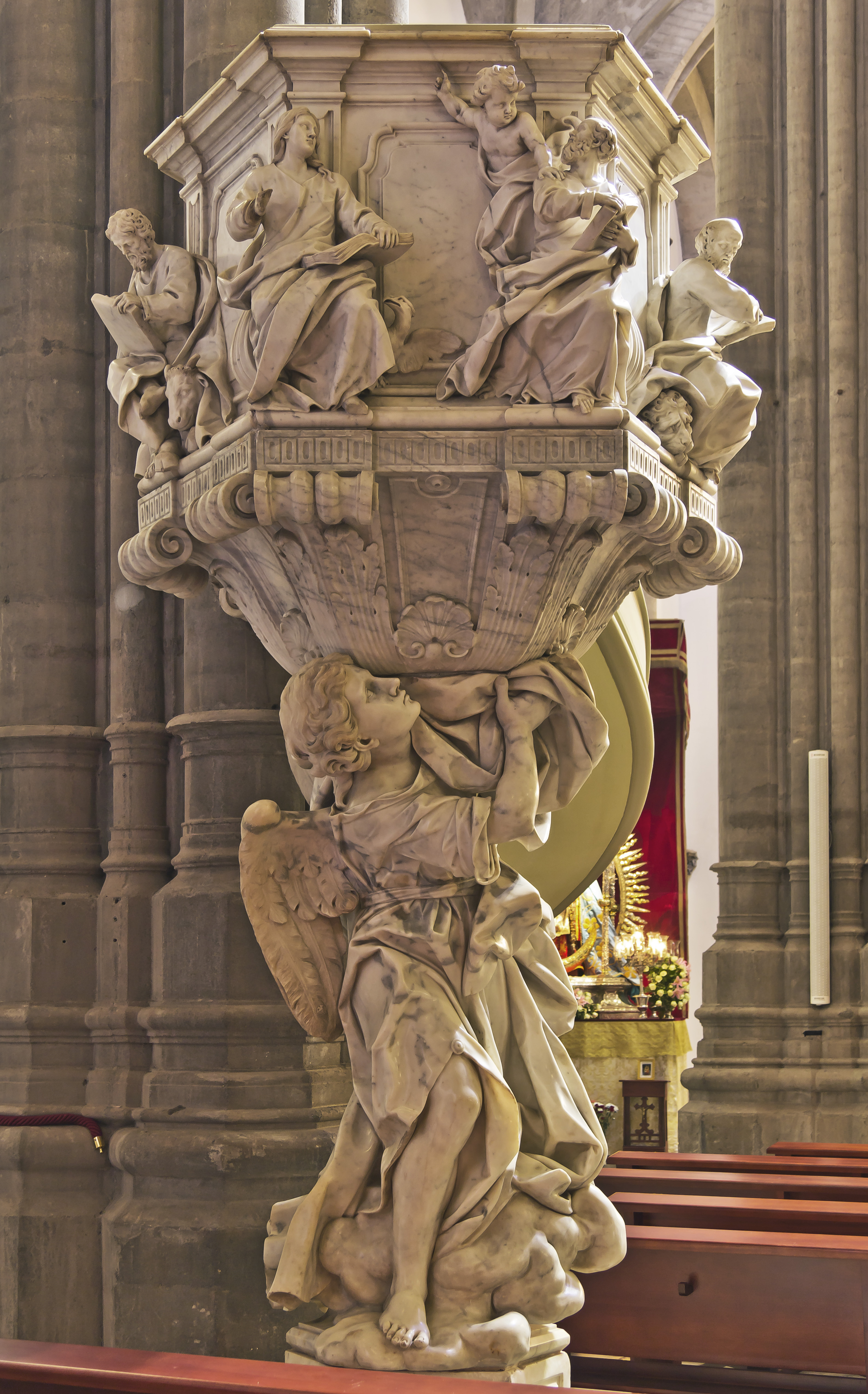
Predikstol av Pasquale Bocciardo
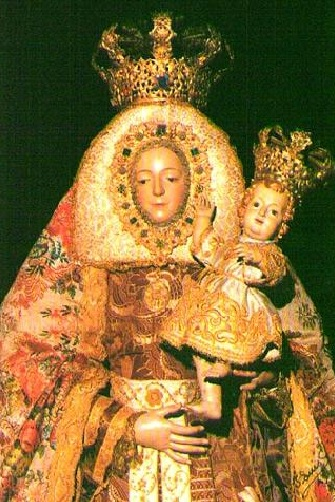
Jungfrun av Los Remedios